# Драгана Марић
Драгана Марић (Бања Лука, 27. фебруар 1982) је глумица позната по улогама Закон!, 32. децембар и Кости.

## Биографија
Рођена је 27. фебруара 1982. у Бањој Луци где је и магистрирала на Академији уметности на драмском одељењу, смер глума са тезом „Хамлет на филму”. Бави се пливањем, тенисом, рафтингом и кошарком. Говори енглески и италијански језик. Члан је Народног позоришта Републике Српске, глумила је у представама Школа за жене (2019), Злочин и казна (2019), Велика илузија (2017), Подвала (2016), Истина (не) боли (2015), Кандило у розаријуму (2014), Ожалошћена породица (2013), Четрнаеста (2013), Одумирање међеда (2011), Радничка хроника (2010), Балон од камена (2009), Учене жене (2007), Је ли било кнежеве вечере? (2006), Магареће године (2006), Дом Бернарде Албе (2005), Избирачица (2005) и Госпођа Олга (2004). Глумила је у телевизијским серијама Кости, Луд, збуњен, нормалан, Замало живот, Закон!, Цимер фрај и Избор и филмовима 32. децембар и Са двије ноге на земљи. Добитница је награде за најбољу женску улогу у представи Лекција на фестивалу „Кочићева српска сцена” 2006. и награду Града Бања Лука младима за изузетан допринос у области културе и уметности.